# 無銀行戶口
無銀行戶口、無銀行帳戶，是指沒有金融機構帳戶或銀行帳戶的群體。

## 數據
據世界銀行統計，2011至2014年間全球「無銀行帳戶」的成年人口有到20億人。
部分人如前香港特別行政區行政長官林鄭月娥，因受美國經濟制裁，銀行不接納受制裁的人仕開立銀行帳戶。

## 另見
- 普惠金融